# Ginnastica ai Giochi della I Olimpiade - Trave
La gara della trave dei Giochi della I Olimpiade fu uno degli otto eventi sportivi, riguardanti la Ginnastica dei primi Giochi olimpici moderni, tenutosi ad Atene, il 9 aprile 1896.

## La gara
Hanno partecipato 16 atleti provenienti da quattro nazioni. La gara, che si tenne nell'arena dello Stadio Panathinaiko di Atene era riservata ai soli atleti maschi, come tutte le competizioni dell'Olimpiade di Atene 1896.
I primi due classificati erano i favoriti della gara, con il tedesco Hermann Weingärtner che vinse il suo primo oro individuale, con l'aggiunto di due medaglie d'oro di squadre e tre altre medaglie individuali. Alfred Flatow, suo connazionale, vinse la sua prima medaglia individuale.

## Risultati

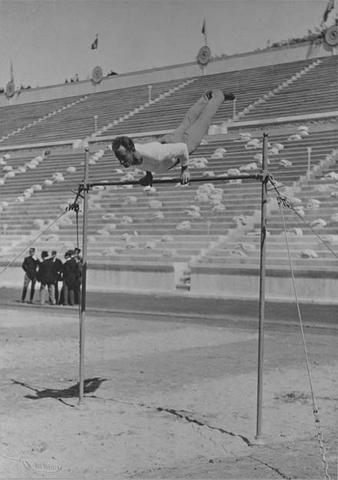
Weingartner alla trave

| Posizione | Atleta               | Paese    |
| --------- | -------------------- | -------- |
|           | Hermann Weingärtner  | Germania |
|           | Alfred Flatow        | Germania |
| ?         | Conrad Böcker        | Germania |
| ?         | Gustav Flatow        | Germania |
| ?         | Georg Hillmar        | Germania |
| ?         | Gyula Kakas          | Ungheria |
| ?         | Fritz Manteuffel     | Germania |
| ?         | Karl Neukirch        | Germania |
| ?         | Antonios Papaigannou | Grecia   |
| ?         | Richard Röstel       | Germania |
| ?         | Gustav Schuft        | Germania |
| ?         | Carl Schuhmann       | Germania |
| ?         | Leōnidas Tsiklītīras | Grecia   |
| ?         | Dezső Wein           | Ungheria |
| ?         | Louis Zutter         | Svizzera |